# Avro Vulcan

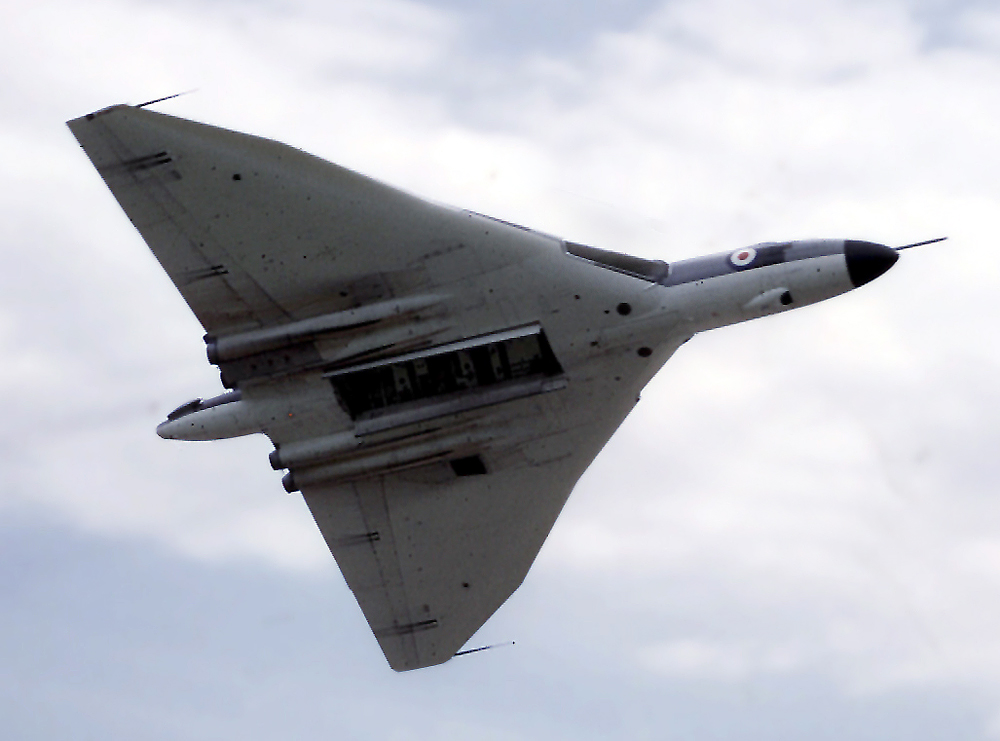
Avro Vulcan

Avro Vulcan ( denumit  și Siddeley Hawker Vulcan) a fost un bombardier strategic cu aripă delta utilizat de către Royal Air Force din 1953 până în 1984.Producătorul de aeronave AV Roe & Co ( Avro ) a conceput Vulcan, ca răspuns la Specificația B.35/46. Dintre cele trei bombardiere V produse, Vulcan a fost considerat cea mai riscantă opțiune. Cateva modele la scara au fost produse de Avro pentru a testa și rafina principiile designului bazat pe aripa delta.